# 브루크안데어무어

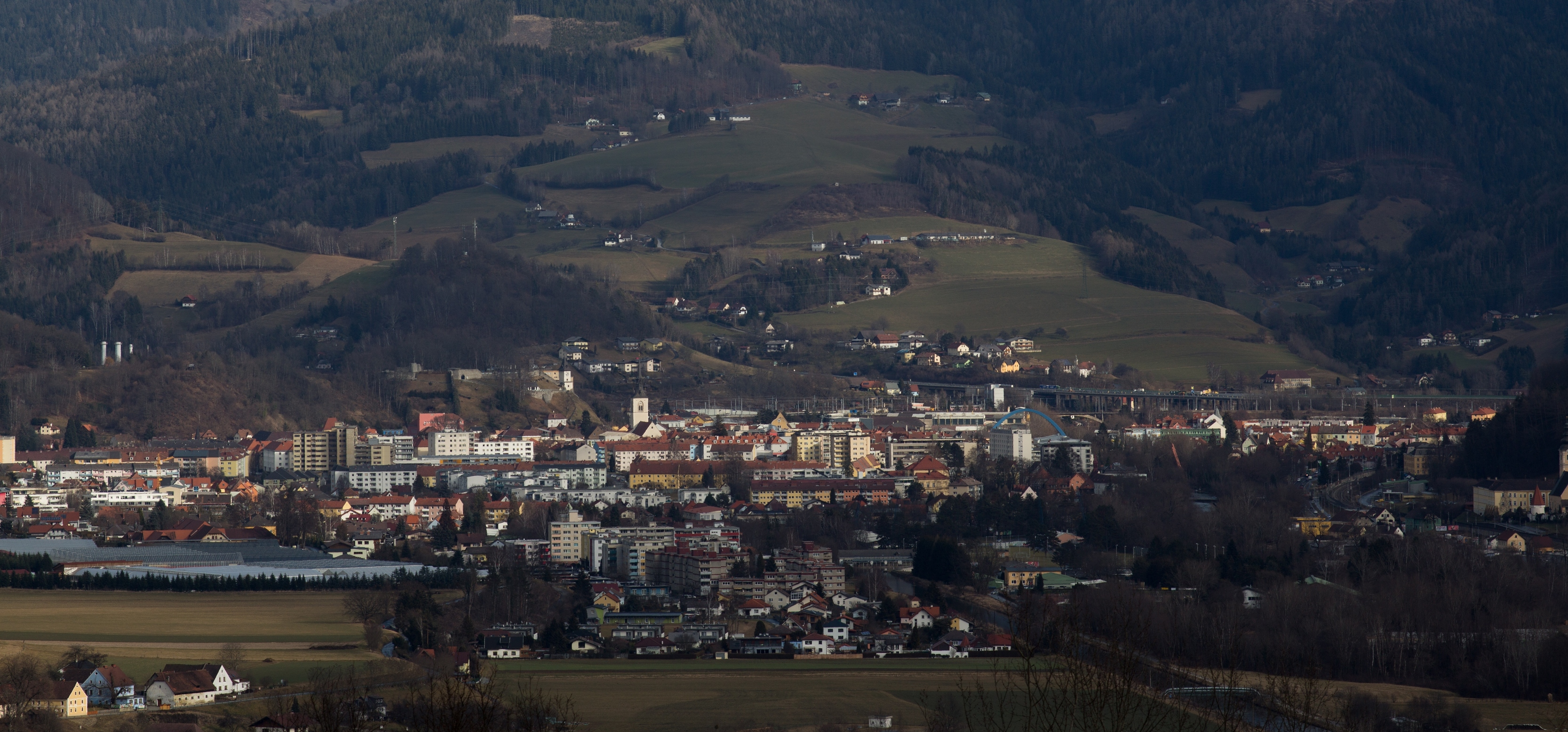
브루크안데어무어

브루크안데어무어(독일어: Bruck an der Mur)는 오스트리아 슈타이어마르크주에 위치한 도시로 면적은 38.40km2, 높이는 468m, 인구는 12,551명(2012년 기준), 인구 밀도는 330명/km2이다. 무어강과 뮈르츠강이 합류하는 지점에 위치한 도시로서 금속, 종이 공장이 들어서 있다.

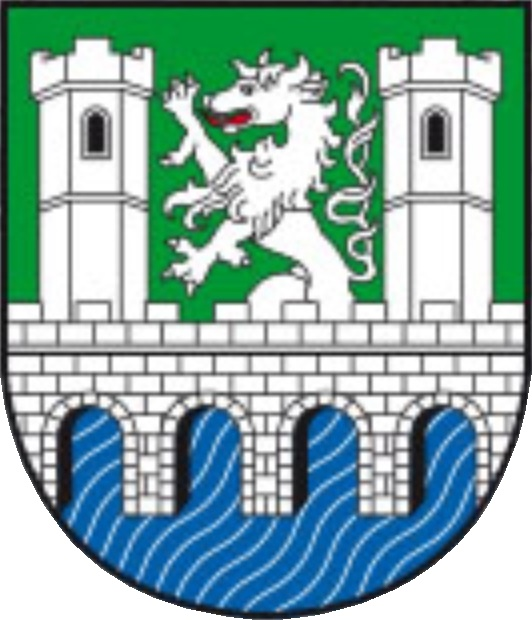
시 문장

## 자매 도시
- 독일 Hagen-Hohenlimburg
- 프랑스 리에뱅
- 이탈리아 베롤리